# Nina Rusakova
Nina Ivánovna Rusakova (en ruso: Нина Ивановна Русакова; 12 de enerojul./ 25 de enero de 1915greg.-12 de noviembre de 1997) fue una aviadora militar soviética, una de las primeras mujeres piloto de pruebas y la única a la que se le otorgó el título de Piloto de Pruebas Honorífico de la URSS.

## Biografía

### Infancia y juventud
Nina Rusakova nació el 25 de enero de 1915 en la localidad de Saguny, gobernación de Vorónezh, entonces parte del Imperio ruso. Siendo la mayor de tres hermanas, su madre murió muy pronto. Después de graduarse en la escuela primaria, ingresó en club de vuelo de Vorónezh de la asociación paramilitar OSOAVIAJIM (Unión de Sociedades de Asistencia para la Defensa, la Aviación y la Construcción Química de la URSS), donde se graduó en 1933 y en enero de 1934 se graduó en la Escuela Técnica de Aviación de Vorónezh, después de graduarse ingresó inmediatamente en la Fuerza Aérea Soviética.
Ese mismo año se graduó de la Escuela de Pilotos de Aviación Militar de Orenburgo antes de ser destinada a Zhytómyr, donde voló en unidades de combate de la Fuerza Aérea equipados con cazas Polikarpov I-5, Polikarpov I-16 y Kocheriguin DI-6.

### Carrera militar
En julio de 1940, realizó un vuelo entre Jabárovsk y Lvov en el avión TsKB-30 «Ucrania» como navegante en una tripulación de vuelo compuesta por la piloto al mando María Nesterenko y la copiloto María Mijaliova que intentó romper el récord mundial de distancia para un vuelo femenino en línea recta, que había sido previamente establecido por Valentina Grizodúbova, Polina Osipenko y Marina Raskova en 1938. Los vuelos de entrenamiento se llevaron a cabo en los aviones TB-3 y ANT-25, y desde la primavera de 1940, en la versión especialmente modificada del bombardero en serie de largo alcance DB-3. El vuelo despegó de Jabárovsk en el lejano oriente ruso y su destino era la ciudad ucraniana de Mazyr, pero debido a un fuerte viento en contra combinado con una tormenta eléctrica y hielo, el vuelo se vio obligado a realizar un aterrizaje de emergencia en un campo cerca del pueblo de Isákovo en el distrito de Sanchurski. El equipo voló sin escalas durante 22 horas y 32 minutos y recorrió unos 7000 kilómetros, pero el intento ganó menos publicidad y rápidamente cayó en el olvido.
Desde agosto de 1940 hasta mayo de 1961, trabajó como piloto de pruebas del Instituto Estatal de Pruebas Científicas de la Fuerza Aérea. En este puesto probó varios aviones y equipos de radar en aviones, incluidos los modelosː DB-3, Li-2, Il-2, Il-10, Il-12, Il-14, La-7, MiG-3, Pe-2, SB, Tu-2, Tu-4, Yak-3 y Yak-7 y sus variantes (39 aviones y 240 sistemas en total). Realizó más de 5000 horas de vuelo y un número estimado de aterrizajes de 10.000, de los cuales cinco fueron forzados.
Durante la Segunda Guerra Mundial, entrenó a nuevos pilotos en el uso de aviones Yakovlev y Lávochkin, así como en el notoriamente difícil e impredecible bombardero Petliakov Pe-2, después de la guerra continuó con su trabajo de piloto de pruebas donde probó todo tipo de aviones, incluidos cazas, planeadores, bombarderos y aviones de reconocimiento. Alcanzó el rango de coronel en 1955 y, en 1959, se le otorgó el título de piloto de pruebas honorífico de la Unión Soviética.
La coronel Nina Rusakova se retiró del servicio activo en mayo de 1961, después de retirarse estableció su residencia en el pueblo de Chkálovski en el óblast de Moscú donde residió hasta su muerte el 12 de noviembre de 1997.

## Condecoraciones
- Piloto de Pruebas Honorífico de la URSS (7 de octubre de 1959)
- Orden de la Bandera Roja
- Orden de la Estrella Roja, tres veces
- Medalla por el Servicio de Combate
- Medalla Conmemorativa por el Centenario del Natalicio de Lenin
- Medalla por la Victoria sobre Alemania en la Gran Guerra Patria 1941-1945
- Medalla Conmemorativa del 20.º Aniversario de la Victoria en la Gran Guerra Patria de 1941-1945
- Medalla Conmemorativa del 30.º Aniversario de la Victoria en la Gran Guerra Patria de 1941-1945
- Medalla Conmemorativa del 40.º Aniversario de la Victoria en la Gran Guerra Patria de 1941-1945
- Medalla Conmemorativa del 50.º Aniversario de la Victoria en la Gran Guerra Patria de 1941-1945
- Medalla de Veterano de las Fuerzas Armadas de la URSS
- Medalla del 30.º Aniversario de las Fuerzas Armadas de la URSS
- Medalla del 40.º Aniversario de las Fuerzas Armadas de la URSS
- Medalla del 50.º Aniversario de las Fuerzas Armadas de la URSS
- Medalla del 60.º Aniversario de las Fuerzas Armadas de la URSS
- Medalla del 70.º Aniversario de las Fuerzas Armadas de la URSS